# Rue Ernest de Bavière
La rue Ernest de Bavière est une artère du quartier d'Outremeuse à Liège en Belgique (région wallonne).

## Histoire
À partir de 1872, le bief de Saucy, un bras de la Meuse traversant l'île d'Outremeuse en passant par les actuels boulevards Saucy, de l'Est et de la Constitution, commence à être comblé par mesure de salubrité. Le boulevard de l'Est est aménagé et ouvert entre 1876 et 1879. Le premier hôpital de Bavière dont l'origine remonte à 1570 (Maison Porquin) se dresse alors à l'emplacement des futures rue Ernest de Bavière et place de l'Yser. L'hôpital est finalement démoli en 1904 malgré les protestations des défenseurs du patrimoine liégeois et des espaces sont ainsi libérés pour permettre la création en 1907 et 1908 des rues Ernest de Bavière et Henri de Dinant formant avec le boulevard de l'Est le triangle de la place de l'Yser.

## Odonymie
La rue rend hommage à Ernest de Bavière, prince-évêque de Liège de 1581 à 1612.

## Description
Cette voie plate et rectiligne d'une longueur d'environ 158 m et d'une largeur d'environ 15 m occupe le côté nord de la place de l'Yser, place triangulaire bordée aussi par la rue Henri de Dinant et le boulevard de l'Est. Tous les immeubles de la rue se trouvent du même côté. Les façades, bien orientées, font face à la place arborée.

## Patrimoine
La grande majorité des 21 immeubles ont été construits rapidement après la création de la rue en 1907. Ils reprennent en général les styles en vogue à cette époque : le style éclectique et le style Art nouveau. 
Parmi ces immeubles de style Art nouveau, on peut citer :
- au no 9 : la maison Henri Alexandre réalisée par l'architecte Joseph Barsin et possédant des panneaux de céramiques dont un représentant la maison Porquin[2].
- au no 16 : la maison Respentino de l'architecte Ernest Thibeau (1907) ornée de mosaïques polychromes et de sculptures[3].
- au no 17 : l'ancienne imprimerie Lambotte réalisée en 1907 par l'architecte Maurice Devignée possède un sgraffite représentant un couple d'imprimeurs.
- au no 19 : la maison Defeld réalisée par l'architecte Victor Rogister[4].

## Galerie

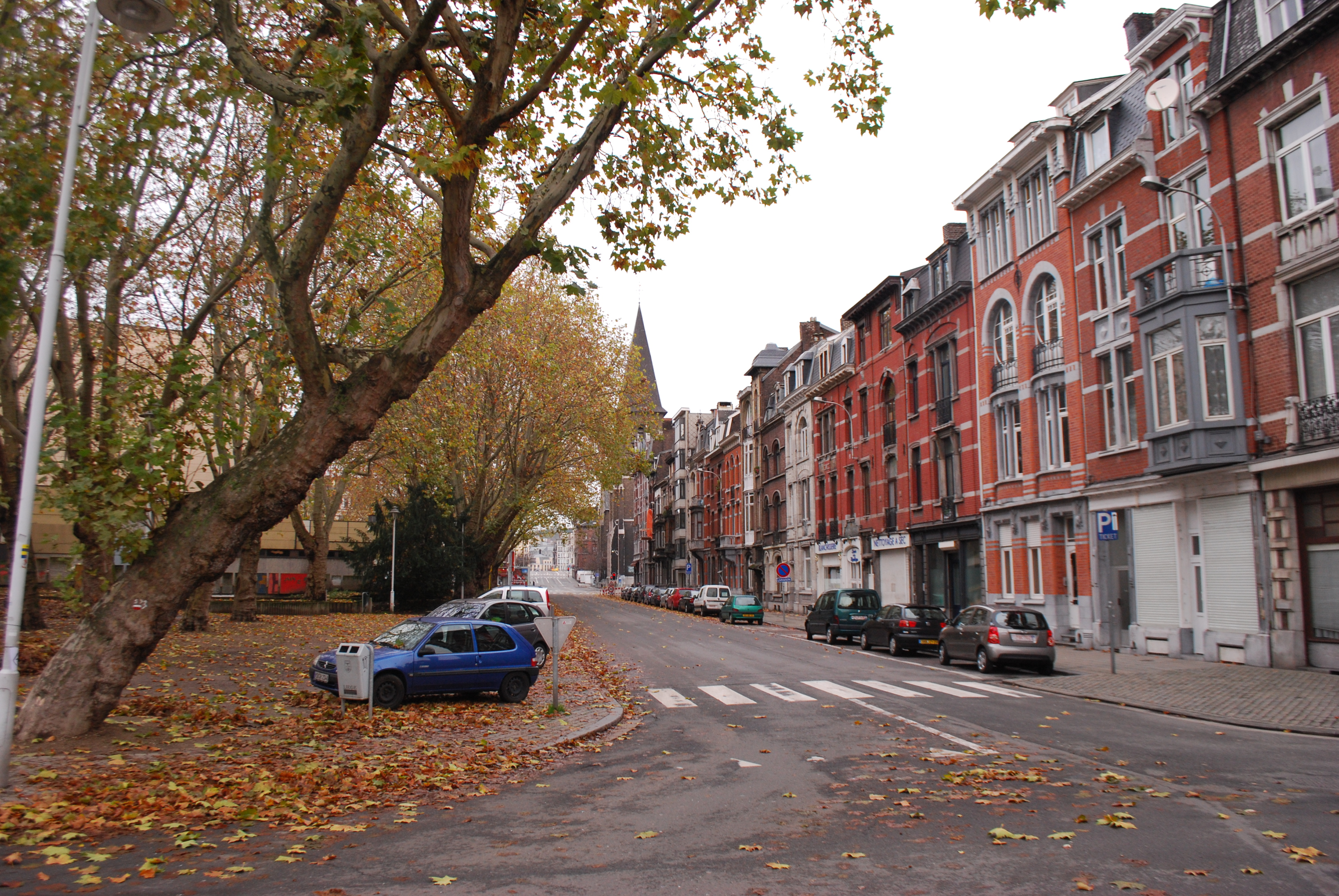
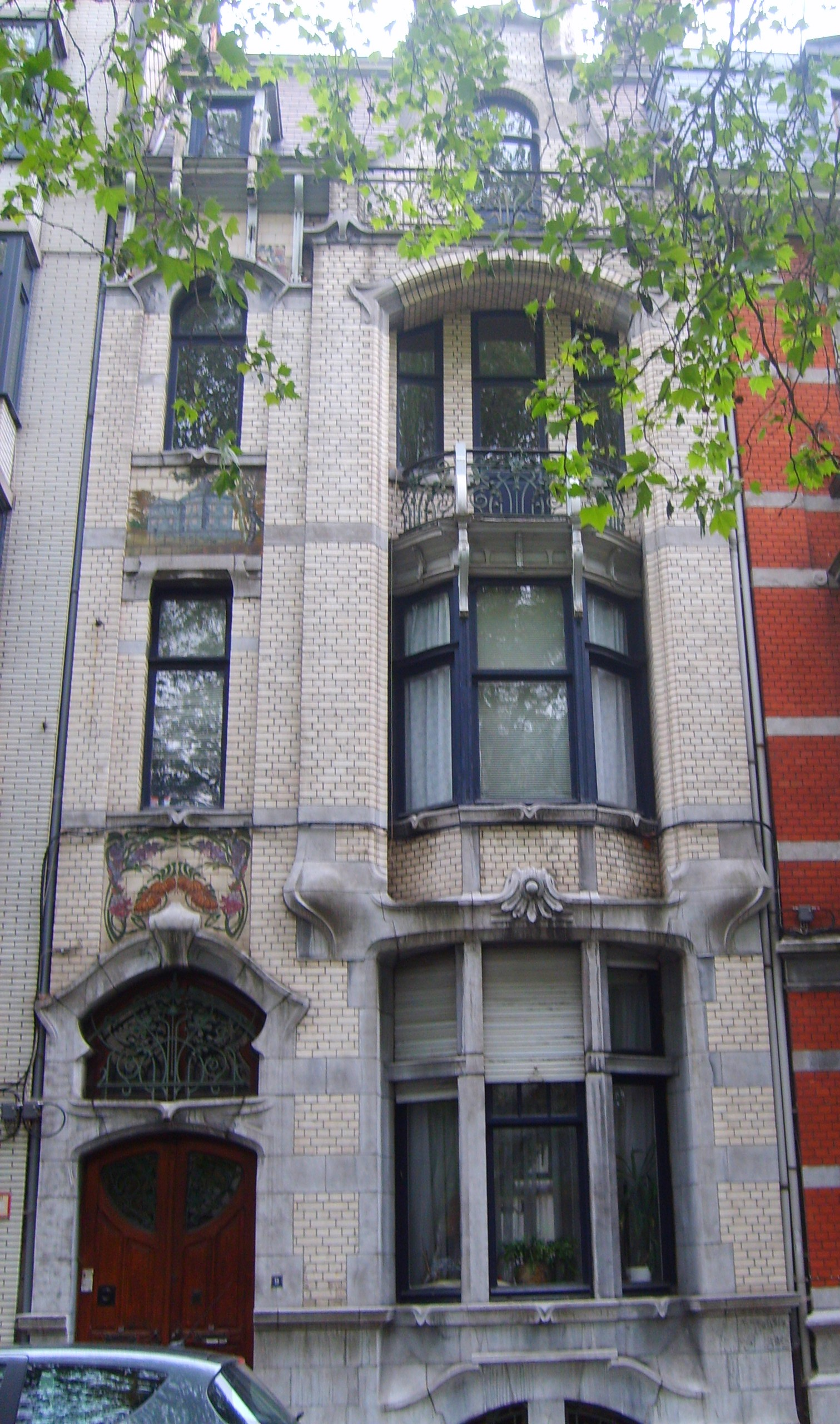
Maison Henri Alexandre
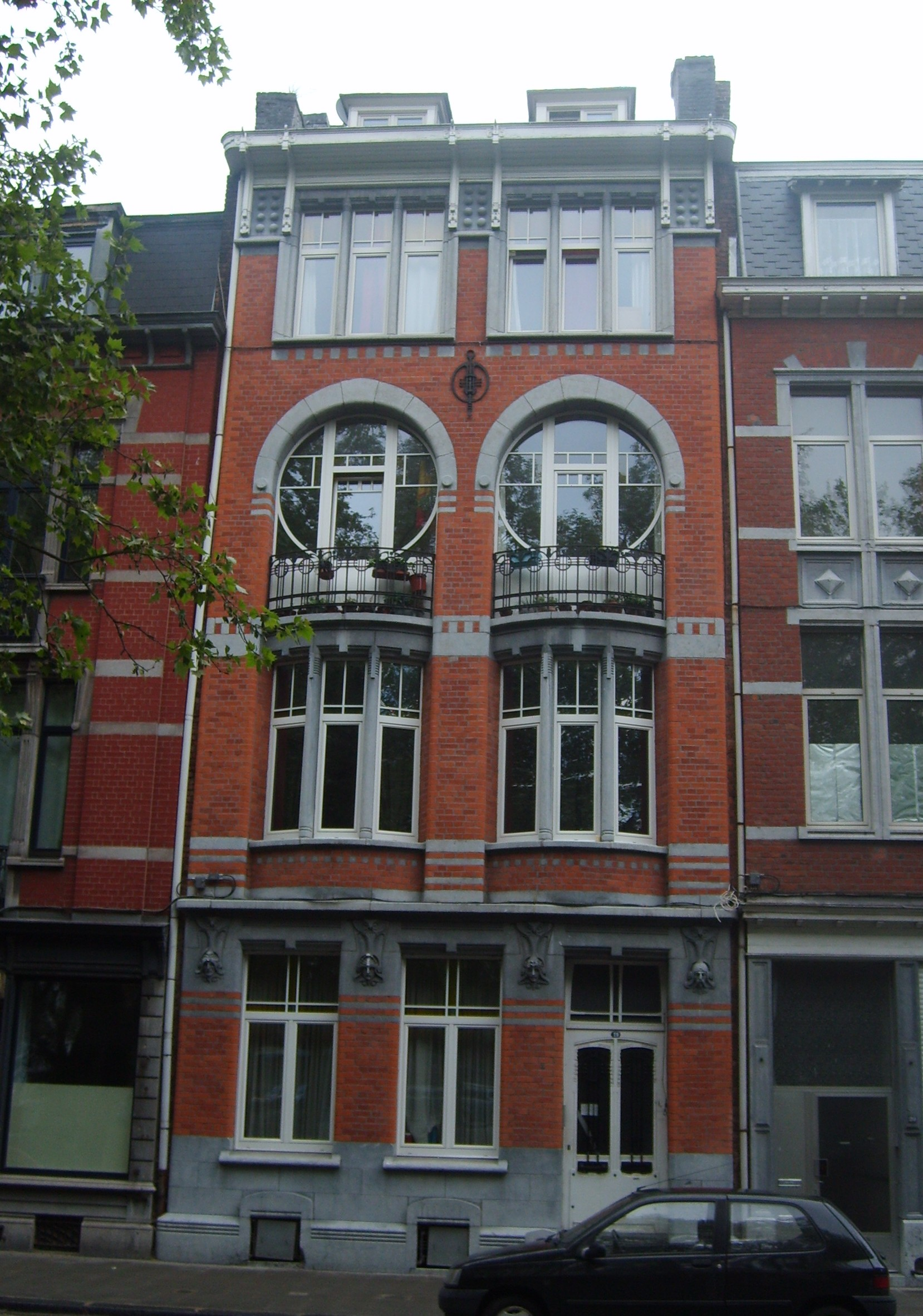
Maison Defeld

## Voiries adjacentes
- Place de l'Yser
- Boulevard de l'Est
- Rue Saint-Pholien
- Boulevard de la Constitution
- Rue Gaston Grégoire

### Source et lien externe
- Claude Warzée, « Outremeuse : le monument Tchantchès et un peu d’histoire du quartier », sur Histoires de Liège, 15 mai 2016 (consulté le 5 août 2023)